# La Chapelle-des-Marais

La Chapelle-des-Marais este o comună în departamentul Loire-Atlantique, Franța. În 2009 avea o populație de 3,671 de locuitori.